# Ala di Stura
Ala di Stura är en ort och kommun i storstadsregionen Turin, innan 2015 provinsen Turin, i regionen Piemonte, Italien. Kommunen hade 456 invånare (2017).